# Benetton B187
A Benetton B187 egy Formula–1-es versenyautó, amelyet a Benetton tervezett az 1987-es Formula–1 világbajnokságra. Pilótái Teo Fabi és Thierry Boutsen voltak.

## Áttekintés
1987-ben a Benetton lényegében a Ford gyári csapatává vált. Ennek keretén belül megkapták a vadonatúj fejlesztésű, Ford TEC (Cosworth GBA) névre hallgató V6-os turbómotort, méghozzá kizárólagossági megállapodás keretein belül. Ezek a motorok ekkor körülbelül 900 lóerős teljesítményre voltak képesek. Mivel azonban a turbók betiltása közeledett, a Benetton csak ebben az évben használta ezeket.
Az idény viszonylag jól kezdődött, Boutsen rögtön egy ötödik hellyel nyitott. Csakhogy a motorral megbízhatósági gondok adódtak, amely miatt többször kiestek. Az idény közepétől kezdve így arra kényszerültek, hogy a turbónyomást csökkentsék, amely teljesítményvesztéssel járt együtt. Még ennek ellenére is a középcsapatok legjobbja voltak, és dobogós helyeket is tudtak szerezni. Boutsen a mexikói nagydíjon néhány kör erejéig még az élen is állt. A Benetton az idényt konstruktőri ötödikként zárta.

## Eredmények
(Táblázat értelmezése)

(Félkövér: pole-pozícióból indult; dőlt: leggyorsabb kört futott) 

| Év   | Csapat               | Motor    | Gumik | Pilóták         | 1   | 2   | 3   | 4   | 5   | 6   | 7   | 8   | 9   | 10  | 11  | 12  | 13  | 14  | 15  | 16  | Pontok | Helyezés |
| ---- | -------------------- | -------- | ----- | --------------- | --- | --- | --- | --- | --- | --- | --- | --- | --- | --- | --- | --- | --- | --- | --- | --- | ------ | -------- |
| 1987 | Benetton Formula Ltd | Ford TEC | G     |                 | BRA | SMR | BEL | MON | DET | FRA | GBR | GER | HUN | AUT | ITA | POR | ESP | MEX | JPN | AUS | 28     | 5.       |
| 1987 | Benetton Formula Ltd | Ford TEC | G     | Teo Fabi        | KI  | KI  | KI  | 8   | KI  | 5   | 6   | KI  | KI  | 3   | 7   | 4   | KI  | 5   | KI  | KI  | 28     | 5.       |
| 1987 | Benetton Formula Ltd | Ford TEC | G     | Thierry Boutsen | 5   | KI  | KI  | KI  | KI  | KI  | 7   | KI  | 4   | 4   | 5   | 14  | 16  | KI  | 5   | 3   | 28     | 5.       |